# Równoważniki nawozowe
Równoważniki nawozowe – niemianowane liczby, określające dostępność składników pokarmowych w nawozach naturalnych, określające jaka część składnika jest dostępna do wykorzystania w zadanym czasie.
Stosowane w uprawie roślin nawozy naturalne wnoszą pewną ilość składników pokarmowych, które należy uwzględnić bilansując nawożenie. Wykorzystanie składników z nawozów naturalnych jest dużo mniejsze, niż z nawozów mineralnych i dlatego konieczne jest określenie ich zastąpienia wobec takiej samej ilości nawozu mineralnego. Równoważnik nawozowy określa jaka część danego składnika pokarmowego zawartego w nawozach naturalnych wywołuje taki sam skutek co jednostka nawozu mineralnego, zastosowanych w konkretnych warunkach siedliskowych. Równoważnik 1 oznacza takie samo działanie danego składnika zarówno w nawozach naturalnych jak i mineralnych. Równoważnik mniejszy od 1 oznacza słabsze działanie składnika w nawozach naturalnych. 
Równoważniki nawozowe NPK z nawozów naturalnych
| Rodzaj nawozu | W 1 roku po zastosowaniu | W 2 roku po zastosowaniu |     |      |     |     |
| N             | P2O5                     | K2O                      | N   | P2O5 | K2O |     |
| Gnojówka      | 1,0                      | -                        | 0,8 | -    | -   | 0,1 |
| Gnojowica     | 0,5-0,7                  | 0,7                      | 0,8 | 0,1  | 0,1 | 0,1 |
| Obornik       | 0,3                      | 0,4                      | 0,8 | 0,1  | 0,3 | 0,1 |